# Andrea de Adamich
Andrea de Adamich (Trieste, 3 de octubre de 1941) es un expiloto de automovilismo italiano. Participó en 36 Grandes Premios de Fórmula 1 entre 1968 y 1973.

## Carrera
Comenzó su carrera profesional en el equipo Autodelta, que era la escudería oficial de Alfa Romeo. En 1966 se proclamó campeón de la Copa de Gran Turismo (GTA) del Campeonato Europeo y corrió varias pruebas del Campeonato Mundial de Resistencia, también con Autodelta. En 1967 comenzó el campeonato de sports con el Alfa Romeo T33 del equipo Autodelta, junto a Nanni Galli e Ignazio Giunti y pronto se fijaron en él los técnicos de Ferrari. Corrió para la Scuderia del "cavallino" el I Gran Premio de Madrid de 1967 en el circuito del Jarama, carrera del final de temporada, en el que quedó en cuarta posición.

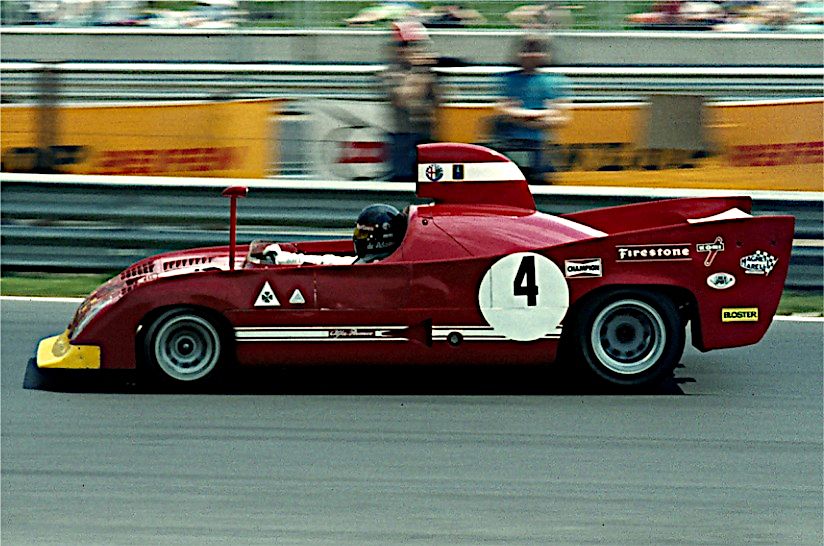
Andrea de Adamich 1974, Nürburgring, Alfa Romeo 33 TT 12.

En 1968 Ferrari decide ficharlo como tercer piloto y en el primer gran premio de la temporada, el de Sudáfrica, se sitúa en la parrilla de salida por delante de sus compañeros, Jacky Ickx y Chris Amon, causando una gran sensación a pesar de que en la carrera tuvo que retirarse. Sin embargo la mala suerte se cebó con él, ya que en una carrera no puntuable. La Carrera de Campeones de Brands Hatch, tuvo un desafortunado accidente que le dañó seriamente el cuello y le dejó todo el año en blanco. Retornó al final de temporada para las carreras de Fórmula 2, subiendo al podio en cuatro ocasiones (2 victorias y dos 2.º puestos).
Ferrari en 1969 tuvo una importante crisis con la conflictiva marcha de Ickx y la falta de financiación del equipo e hizo que Andrea volviera a Autodelta para correr el campeonato de resistencia. Sin embargo en 1970 Alfa Romeo decide entrar en Fórmula 1 y eligen a Andrea como el piloto que llevará el McLaren-Alfa Romeo, tercer coche del equipo. Los resultados no fueron demasiados positivos y McLaren prescinde del tercer coche para el año siguiente. Autodelta entonces se alía con March y presentan un March-Alfa Romeo que llevaran Andrea, Nanni Galli e incluso Ronnie Peterson en alguna ocasión. Tampoco los resultados son buenos y March desiste en el uso de los motores de Autodelta.
El equipo Surtees le ficha también como tercer piloto para la temporada de 1972, siendo compañero de Tim Schenken y Mike Hailwood, gracias al patrocinio de la marca italiana Ceramica Pagnossin que pone el dinero suficiente para el coche de Adamich. En el Jarama consigue el triestino su mejor resultado, un cuarto puesto detrás del Lotus de Emerson Fittipaldi y los Ferrari de Ickx y Clay Regazzoni. Sin embargo el resto de la temporada la fiabilidad de su coche no la permite acabar carreras y termina discretamente sin entrar ninguna vez más en los puntos.
Aunque en 1973 comienza con Surtees, el equipo Brabham le ofrece un tercer asiento, y Andrea junto con su patrocinador se unen al equipo de Bernie Ecclestone, en el que estaban ya Carlos Reutemann y Wilson Fittipaldi, se monta un segundo equipo con de Adamich y John Watson como segundo. Un cuarto puesto en Zolder y un octavo en el circuito de Mónaco daban esperanzas para desarrollar una buena temporada, pero de nuevo la suerte se cruza en el camino de Adamich, que sale muy mal parado del accidente múltiple del Gran Premio de Gran Bretaña en Silverstone, donde nueve coches quedan fuera de carrera y Andrea sufre una fractura expuesta en el fémur. Esta grave lesión es lo que hace al final que tome la decisión de la retirada, sin embargo Andrea siguió vinculado a las carreras como comentarista entre 1978 y 2009 para el medio italiano Mediaset.
El 2 de junio de 2022 se le entrega la distinción de Commendatore dell’Ordine al merito de la República Italiana.

## Resultados

### Campeonato Europeo de Fórmula Dos
| Año  | Carrera             | Circuito               | Equipo              | Coche            | Motor      | Res. |
| ---- | ------------------- | ---------------------- | ------------------- | ---------------- | ---------- | ---- |
| 1968 | GP Roma             | Vallelunga             | Spa Ferrari SEFAC   | Ferrari 166 Dino | Ferrari V6 | 2º   |
| 1968 | GP YPF              | Oscar Gálvez           | Spa Ferrari SEFAC   | Ferrari 166 Dino | Ferrari V6 | 2º   |
| 1968 | GP Córdoba          | Cabalén                | Spa Ferrari SEFAC   | Ferrari 166 Dino | Ferrari V6 | 1º   |
| 1968 | GP San Juan         | El Zonda               | Spa Ferrari SEFAC   | Ferrari 166 Dino | Ferrari V6 | 1º   |
| 1968 | GP Aerolíneas       | Oscar Gálvez           | Spa Ferrari SEFAC   | Ferrari 166 Dino | Ferrari V6 | 5.º  |
| 1969 | GP Roma             | Vallelunga             | Winkelmann Racing   | Lotus 59B        | Cosworth   | 7.º  |
| 1970 | London Trophy       | Crystal Palace         | Scuderia Jolly Club | Brabham BT30     | Cosworth   | 4.º  |
| 1970 | GP Rouen            | Rouen-Les-Essarts      | Scuderia Jolly Club | Brabham BT30     | Cosworth   | 14.º |
| 1970 | GP Francia F2       | Paul Ricard            | Scuderia Jolly Club | Brabham BT30     | Cosworth   | 10.º |
| 1971 | GP Madunina         | Vallelunga             | Frank Williams Cars | March 712M       | Cosworth   | 7.º  |
| 1972 | GP Pau              | Circuito urbano de Pau | Team Surtees        | Surtees TS10     | Ford/Hart  | Ret  |
| 1972 | London Trophy       | Crystal Palace         | Team Surtees        | Surtees TS10     | Ford       | NS   |
| 1972 | GP Lotteria         | Monza                  | Team Surtees        | Surtees TS10     | Ford       | 5.º  |
| 1972 | Jochen Rindt Trophy | Österreichring         | Team Surtees        | Surtees TS10     | Ford       | Ret  |
| 1972 | GP Imola            | Imola                  | Team Surtees        | Surtees TS10     | Ford       | 4.º  |
| 1972 | GP Meditteraneo     | Pergusa                | Team Surtees        | Surtees TS10     | Ford       | Ret  |
| 1972 | GP Baden u. Hesse   | Hockenheimring         | Team Surtees        | Surtees TS10     | Ford       | 17.º |
| 1972 | GP Interlagos       | Interlagos             | Team Surtees        | Surtees TS10     | Ford       | 4.º  |
| 1972 | GP São Paulo        | Interlagos             | Team Surtees        | Surtees TS10     | Ford       | Ret  |
| 1972 | GP Brasil F2        | Interlagos             | Team Surtees        | Surtees TS10     | Ford       | Ret  |

### Fórmula 1
(Clave) (negrita indica pole position) (cursiva indica vuelta rápida)

| Año     | Escudería                       | 1       | 2       | 3       | 4       | 5       | 6      | 7       | 8       | 9       | 10      | 11      | 12      | 13  | 14  | 15  | Pos. | Puntos |
| ------- | ------------------------------- | ------- | ------- | ------- | ------- | ------- | ------ | ------- | ------- | ------- | ------- | ------- | ------- | --- | --- | --- | ---- | ------ |
| 1968    | Scuderia Ferrari                | RSA Ret | ESP     | MON     | BEL     | NED     | FRA    | GBR     | GER     | ITA     | CAN     | USA     | MEX     |     |     |     | NC   | 0      |
| 1970    | Bruce McLaren Motor Racing      | RSA     | ESP DNQ | MON DNQ | BEL     | NED DNQ | FRA NC | GBR DNS | GER DNQ | AUT 12  | ITA 8   | CAN Ret | USA DNQ | MEX |     |     | NC   | 0      |
| 1971    | STP March                       | RSA 13  | ESP Ret | MON     | NED     | FRA Ret | GBR NC | GER Ret | AUT     | ITA Ret | CAN     | USA 11  |         |     |     |     | NC   | 0      |
| 1972    | Ceramica Pagnossin Team Surtees | ARG Ret | RSA NC  | ESP 4   | MON 7   | BEL Ret | FRA 14 | GBR Ret | GER 13  | AUT 14  | ITA Ret | CAN Ret | USA Ret |     |     |     | 17.° | 3      |
| 1973    | Ceramica Pagnossin Team Surtees | ARG     | BRA     | RSA 8   |         |         |        |         |         |         |         |         |         |     |     |     | 16.° | 3      |
| 1973    | Ceramica Pagnossin MRD          |         |         |         | ESP Ret | BEL 4   | MON 7  | SWE     | FRA Ret | GBR Ret | NED     | GER     | AUT     | ITA | CAN | USA | 16.° | 3      |
| Fuente: |                                 |         |         |         |         |         |        |         |         |         |         |         |         |     |     |     |      |        |